# جانيت لوسون
جانيت لوسون (بالإنجليزية: Janet Lawson)‏ هي عازفة الجاز ومغنية أمريكية، ولدت في 13 نوفمبر 1940 في بالتيمور في الولايات المتحدة.

## وصلات خارجية
- الموقع الرسمي
- جانيت لوسون على موقع ميوزك برينز (الإنجليزية)
- جانيت لوسون على موقع ديسكوغز (الإنجليزية)